# ادبیات جهان را چگونه بخوانیم؟
ادبیات جهان را چگونه بخوانیم؟ کتابی به نویسندگی دیوید دمراش است که توسط شبنم بزرگی ترجمه شده و در سال ۱۳۹۸ توسط نشر چشمه به زبان فارسی منشتر شد. این کتاب در زمینه نقد ادبی بوده و در زمستان ۱۳۹۸ در فهرست نامزدهای دریافت جایزه کتاب سال قرار گرفت.
کتاب ادبیات جهان را چگونه بخوانیم؟ به عنوان  کتاب شایسته تقدیر در سی و هفتمین دوره کتاب سال ایران  کتاب سال ایران  معرفی شد.